# Bērze
Pour l’article homonyme, voir Bērze (rivière).
Bērze est un pagasts de Lettonie, l'un des territoires administratifs du comté de Dobele dans son nord-est.
C'est la ville de naissance de Karlis Ulmanis. On peut y trouver son musée.

## Galerie

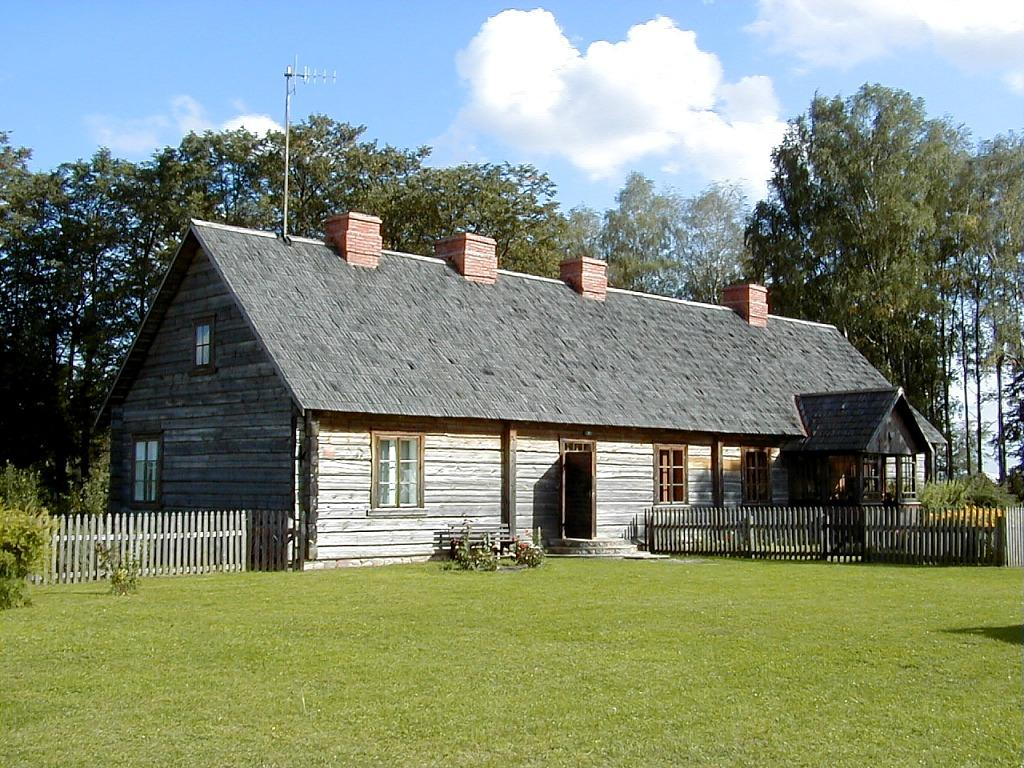
Musée Karlis Ulmanis.
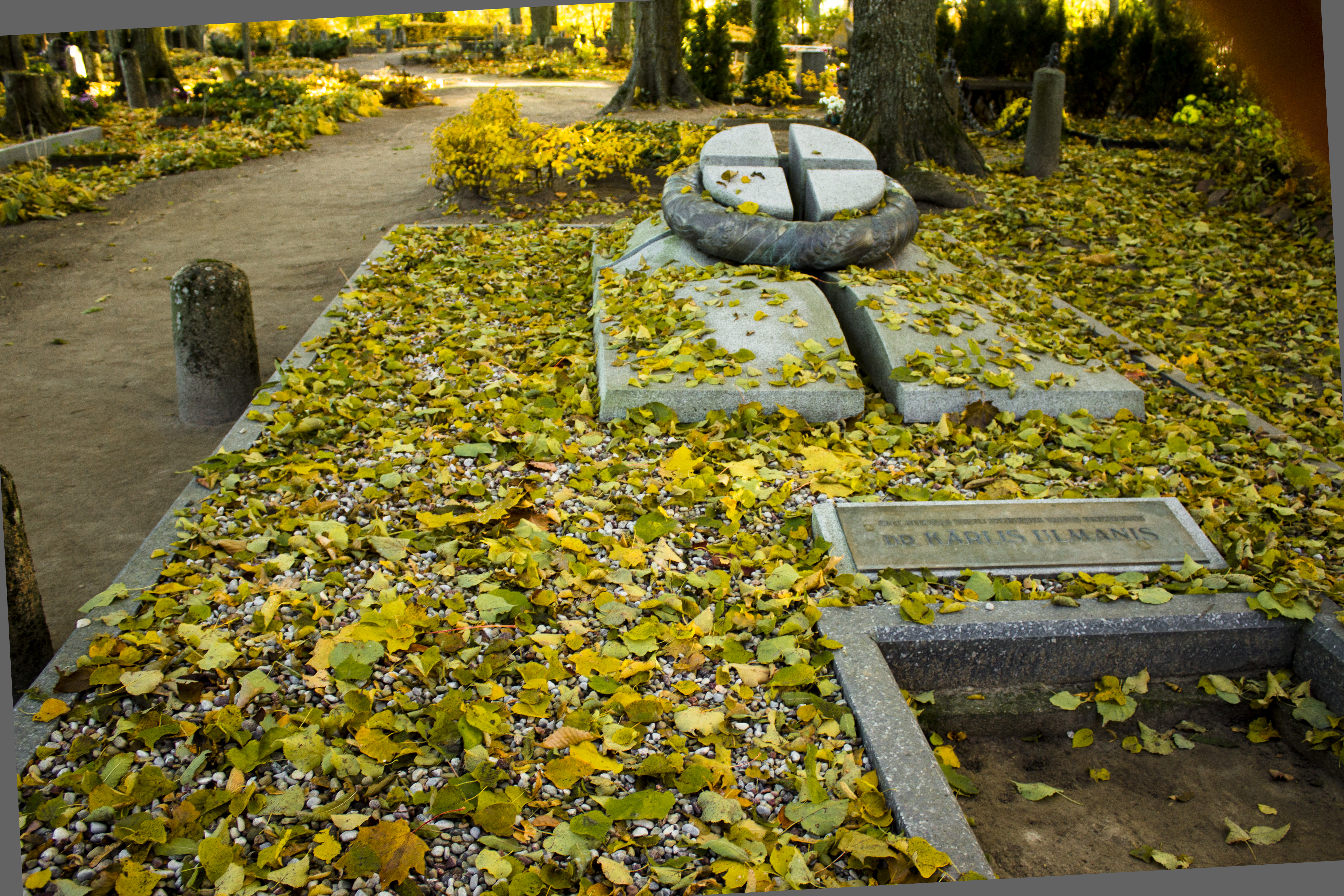
Sépulture du président Ulmanis.
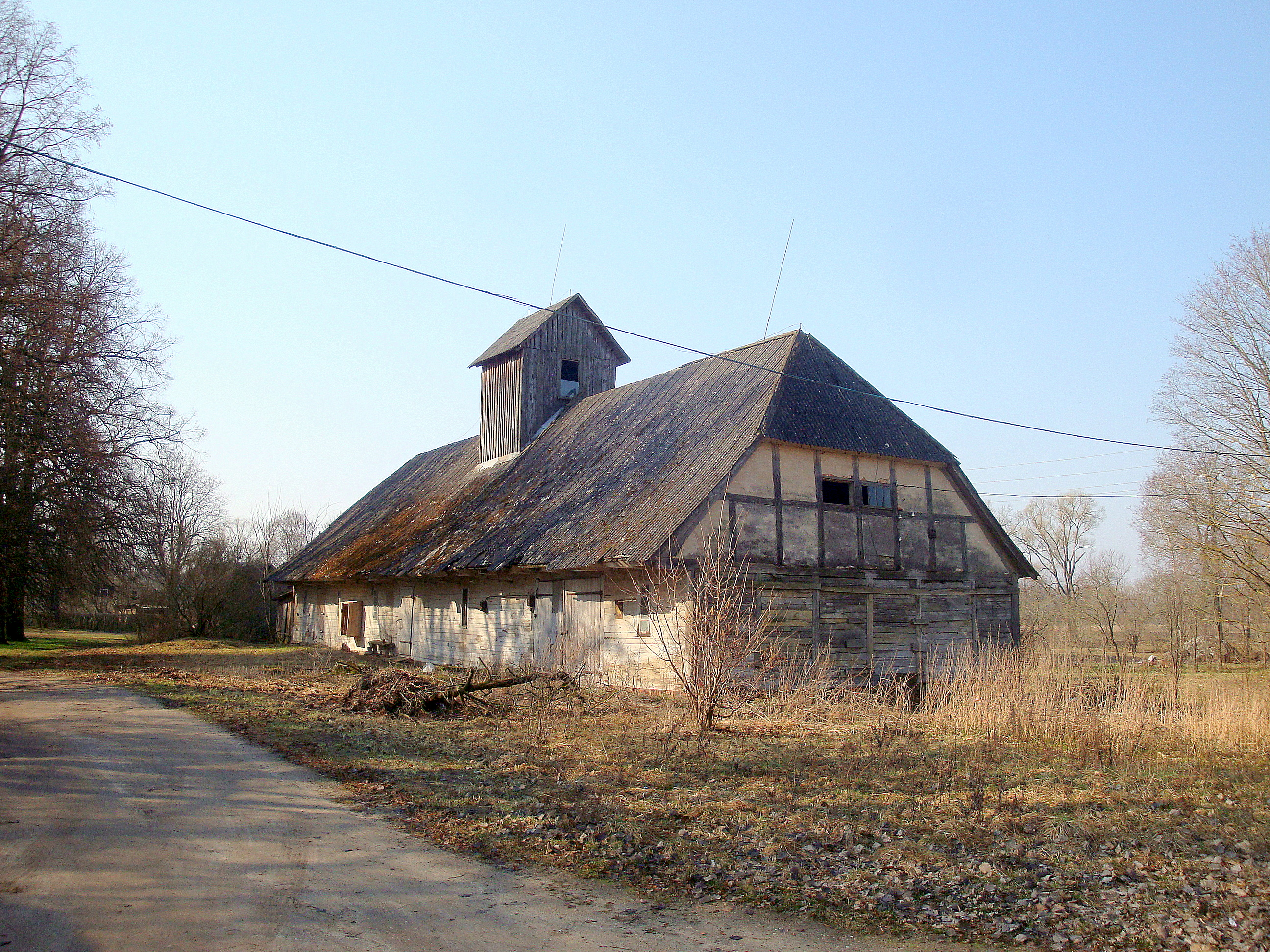
Grange du manoir Bershof.
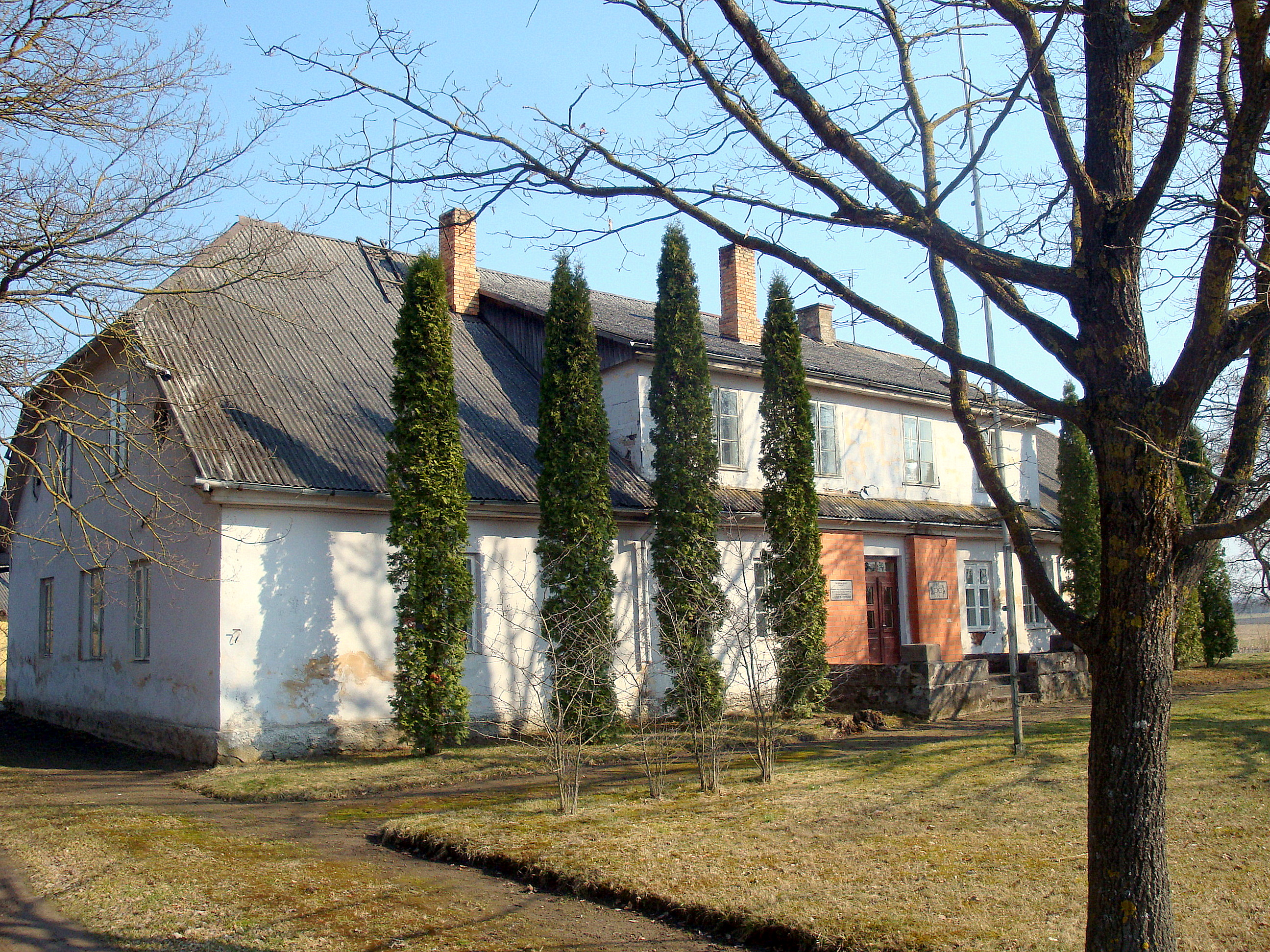
Vieille école.
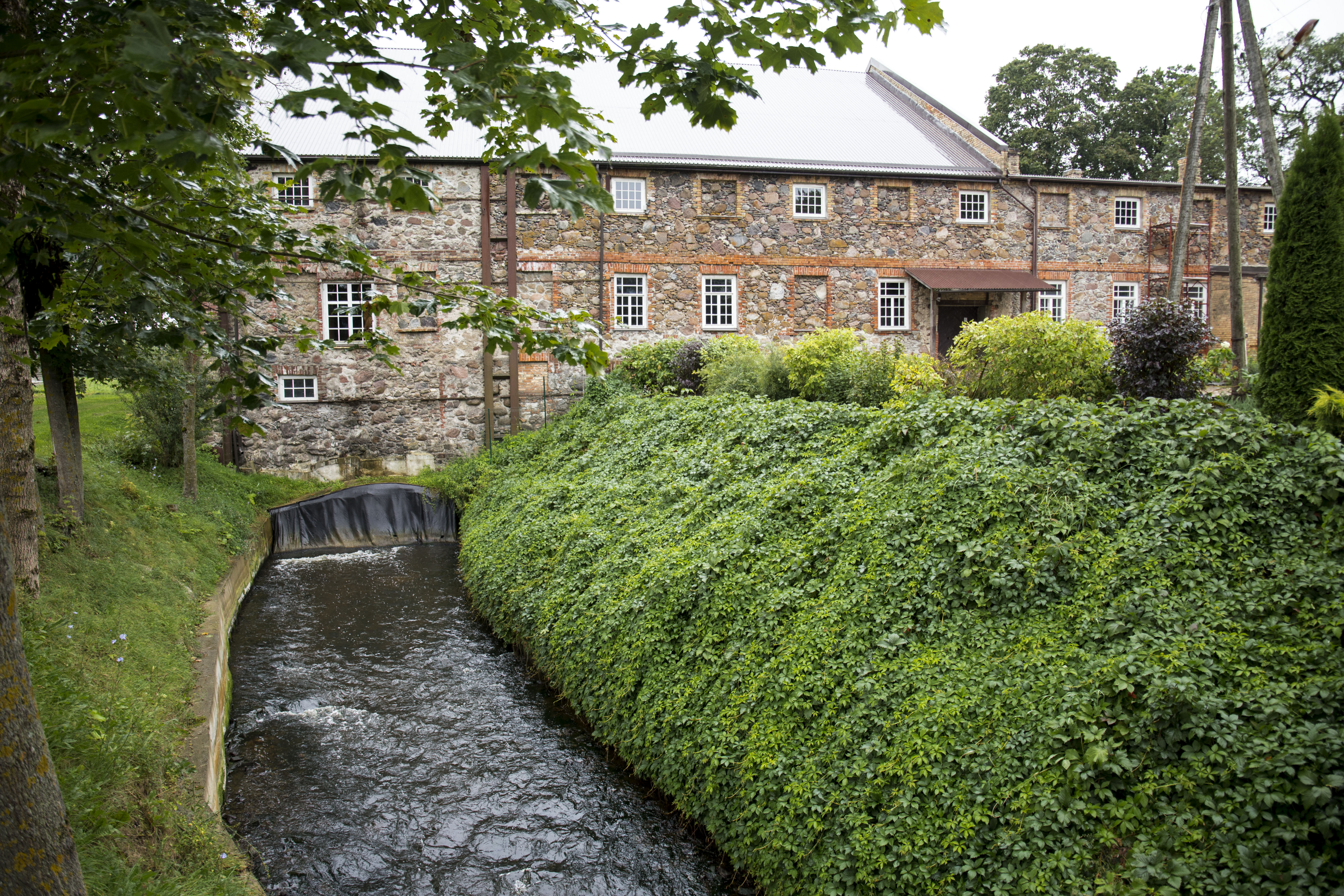
Moulin de Bērze.
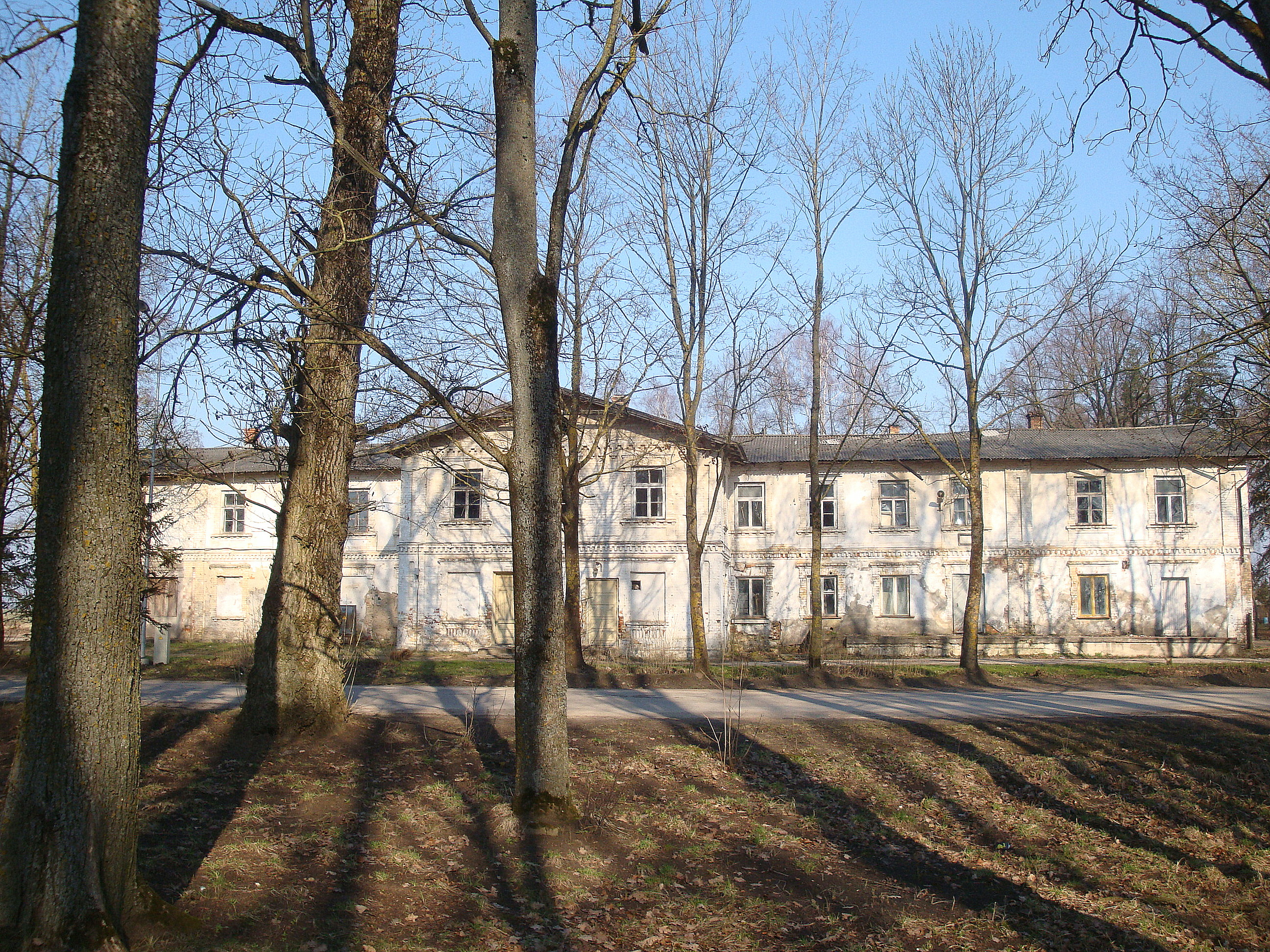
Ancienne laiterie.